# Nelligen
Nelligen – miasto w Australii, w stanie Nowa Południowa Walia.